# Romeo Mitrović
Romeo Mitrović (Tuzla, 1979. július 12. –) egy már boszniai születésű, horvát nemzetiségű labdarúgó. Kétszeres válogatott. Az előző klubjával, a HŠK Zrinjski Mostarral megnyerte a bosnyák bajnokságot 2004/2005-ben és a kupát 2008-ban, a csapatban valaha megfordult legjobb labdarúgók között tartják számon. Több mint 400 élvonalbeli mérkőzésen szerepelt.

## Mérkőzései a bosnyák válogatottban
| #  | Dátum            | Ellenfél                | Eredmény | Kiírás                                            | Esemény |
| -- | ---------------- | ----------------------- | -------- | ------------------------------------------------- | ------- |
| 1. | 2001. június 20. | Szlovák liga-válogatott | 1 – 0    | Merdeka-torna csoportkör (nem-hivatalos mérkőzés) |         |
| 2. | 2001. június 23. | Bahrein                 | 1 – 0    | Merdeka-torna csoportkör                          |         |
| 3. | 2001. június 27. | Malajzia U23            | 2 – 0    | Merdeka-torna elődöntő (nem-hivatalos mérkőzés)   |         |
| 4. | 2001. június 30. | Üzbegisztán             | 1 – 2    | Merdeka-torna döntő                               |         |
| 5. | 2006. május 26.  | Dél-Korea               | 0 – 2    | barátságos mérkőzés                               |         |
| 6. | 2006. május 31.  | Irán                    | 2 – 5    | barátságos mérkőzés                               |         |

## A 2008/2009-es szezonban
Az őszi idény során remekül védett, a bajnokság legjobb kapusai között tartották számon. Azonban a Paksi SE elleni meccsen szerzett sérülése miatt tavasszal több mérkőzést is ki kellett hagynia, és a teljesítménye is visszaesett.

## Külső hivatkozások
- adatlap
- hlsz.hu adatlap